# TLC: Tables, Ladders & Chairs 2011
TLC: Tables, Ladders & Chairs 2011 è stata la terza edizione dell'omonimo evento in pay-per-view prodotto annualmente dalla WWE. L'evento si è svolto il 18 dicembre 2011 alla 1st Mariner Arena di Baltimora (Maryland).

## Storyline
Il 20 novembre, a Survivor Series, Big Show ha sconfitto il World Heavyweight Champion Mark Henry per squalifica dopo che questi lo aveva illegalmente colpito con un colpo basso; tuttavia, data la modalità con cui aveva ottenuto la vittoria, Henry è rimasto campione. In seguito, tramite il sito WWE.com, è stato annunciato un Chairs match tra Henry e Big Show con in palio il World Heavyweight Championship per TLC.
Nella puntata di Raw del 5 dicembre il General Manager dello show, John Laurinaitis, ha indetto degli incontri singoli per Alberto Del Rio, The Miz, John Cena e lo United States Champion Dolph Ziggler, scegliendo poi i loro rispettivi avversari, ribadendo che tutti e quattro sarebbero diventati i contendenti n°1 del WWE Champion CM Punk solamente in caso di vittoria dei loro match. Più avanti, la sera stessa, Del Rio (sconfiggendo il Mr. Money in the Bank Daniel Bryan), The Miz (sconfiggendo Randy Orton per count-out) e Cena (sconfiggendo Zack Ryder) hanno vinto i loro rispettivi incontri, mentre Ziggler è stato sconfitto da Sheamus, fallendo così nell'intento di inserirsi nel match per il WWE Championship di Punk. Poco dopo, Cena ha tuttavia rinunciato al suo status di contendente n°1 per dare a Zack Ryder la possibilità di affrontare Ziggler per lo United States Championship. Un Triple Threat Tables, Ladders and Chairs match tra Punk, Del Rio e The Miz con in palio il WWE Championship è stato quindi sancito per TLC.
Nella puntata di Raw del 5 dicembre John Cena ha rinunciato al suo status di contendente n°1 al WWE Championship per dare a Zack Ryder la possibilità di affrontare lo United States Champion Dolph Ziggler. Poco dopo, Ryder ha sconfitto il World Heavyweight Champion Mark Henry in un incontro non titolato grazie all'aiuto di Cena, diventando ufficialmente il primo sfidante al titolo di Ziggler. Un match tra Ziggler e Ryder con in palio lo United States Championship è stato annunciato per TLC.
Nella puntata di SmackDown del 29 novembre l'Intercontinental Champion Cody Rhodes ha prima attaccato verbalmente Booker T, commentatore dello show, per poi colpirlo brutalmente alle spalle nel backstage mentre questi stava tenendo un'intervista. Nella puntata di SmackDown del 9 dicembre è stato poi sancito un match tra Rhodes e Booker con in palio l'Intercontinental Championship per TLC .
A Survivor Series, il team capitanato da Wade Barrett, che includeva anche l'Intercontinental Champion Cody Rhodes, lo United States Champion Dolph Ziggler, Hunico e Jack Swagger, ha sconfitto il team capitanato da Randy Orton, che includeva anche Kofi Kingston, Mason Ryan, Sheamus e Sin Cara, in un 5-on-5 Traditional Survivor Series Elimination match. Nella puntata di Raw del 5 dicembre Barrett ha interferito durante l'incontro tra Orton e The Miz, agevolando la vittoria di quest'ultimo per count-out. Un match tra Barrett e Orton è stato quindi annunciato per TLC. Nella puntata di SmackDown del 9 dicembre Orton ha vinto un Beat the Clock Challenge match a discapito di Barrett, sconfiggendo il suo avversario (Dolph Ziggler) in un minor tempo rispetto a quello stabilito da Barrett, ottenendo così la possibilità di scegliere la stipulazione speciale del loro incontro di TLC. Poco dopo, Orton ha scelto di affrontare Barrett in un Tables match.
Nella puntata di Raw del 5 settembre Kevin Nash ha interrotto il confronto tra Triple H e CM Punk, attaccando entrambi, con Triple H stesso che lo ha poi licenziato (kayfabe). Il 23 ottobre, a Vengeance, Nash è tuttavia riapparso in WWE, aiutando gli Awesome Truth (The Miz e R-Truth) a sconfiggere CM Punk e Triple H. Nella puntata di Raw del 24 ottobre Nash ha brutalmente attaccato Triple H nel backstage, colpendolo ripetutamente con lo sledgehammer, infortunandolo (storyline). Nella puntata di Raw del 12 dicembre è stato poi annunciato uno Sledgehammer Ladder match tra Nash e il rientrante Triple H per TLC.

## Risultati
| #       | Incontri                                                                   | Stipulazioni                                                                                      | Durata |
| ------- | -------------------------------------------------------------------------- | ------------------------------------------------------------------------------------------------- | ------ |
| Kickoff | Drew McIntyre ha sconfitto Alex Riley                                      | Single match                                                                                      | 04:37  |
| 1       | Zack Ryder ha sconfitto Dolph Ziggler (c) (con Vickie Guerrero)            | Single match per il WWE United States Championship                                                | 10:21  |
| 2       | The Air Boom (c) ha sconfitto The Colóns                                   | Tag team match per il WWE Tag Team Championship                                                   | 07:32  |
| 3       | Randy Orton ha sconfitto Wade Barrett                                      | Tables match                                                                                      | 10:16  |
| 4       | Beth Phoenix (c) ha sconfitto Kelly Kelly                                  | Single match per il WWE Divas Championship                                                        | 05:36  |
| 5       | Triple H ha sconfitto Kevin Nash                                           | Sledgehammer on a ladder match                                                                    | 18:18  |
| 6       | Sheamus ha sconfitto Jack Swagger (con Vickie Guerrero)                    | Single match                                                                                      | 05:05  |
| 7       | Big Show ha sconfitto Mark Henry (c)                                       | Chairs match per il World Heavyweight Championship                                                | 05:30  |
| 8       | Daniel Bryan ha sconfitto Big Show (c)                                     | Single match per il World Heavyweight Championship Daniel Bryan ha incassato il Money in the Bank | 00:07  |
| 9       | Cody Rhodes (c) ha sconfitto Booker T                                      | Single match per il WWE Intercontinental Championship                                             | 09:16  |
| 10      | CM Punk (c) ha sconfitto Alberto Del Rio (con Ricardo Rodríguez) e The Miz | Triple threat tables, ladders and chairs match per il WWE Championship                            | 18:22  |